# Carmara subcervina
Carmara subcervina är en fjärilsart som beskrevs av Walker 1864. Carmara subcervina ingår i släktet Carmara och familjen nattflyn. Inga underarter finns listade i Catalogue of Life.